# سوسومو هانی
سوسومو هانی (انگلیسی: Susumu Hani؛ ژاپنی: 羽仁 進 زادهٔ ۱۰ اکتبر ۱۹۲۸) کارگردان و فیلم‌نامه‌نویس اهل ژاپن است که از نمایندگان برجستهٔ موج نوی ژاپن به‌شمار می‌رود. از آثار مهم این فیلمساز می‌توان به پسران بد و هاتسوکی جیگوکوهن (۱۹۶۸) اشاره کرد.
سوسومو هانی کار خود را با ساخت فیلم‌های مستند آغاز کرد، که به شکل‌گیری سبک سینما وریته بعدی او کمک کرد. اکثر فیلم‌های بلند هانی در لوکیشن‌های واقعی با بازیگران غیرحرفه‌ای فیلمبرداری می‌شوند و معمولاً به مشکلات نسل پس از جنگ می‌پردازند—به طور خاص، مشکلات زندگی در یک فرهنگ سنتی که تحت فشارهای تغییرات سریع اجتماعی در حال فروپاشی است.